# Paul Pesson
Paul Henri Pesson, né le 17 mars 1911 à Ardentes (Indre) et mort le 19 octobre 1989 à Boulogne-Billancourt, est un entomologiste français.

## Biographie
Il étudie à l’université de Rennes auprès de Raymond Alfred Poisson (1895-1973) où il commence à s’intéresser aux insectes suceurs de sève et en étudie l’anatomie fonctionnelle. Il poursuit ses recherches au Laboratoire d’évolution des êtres organisés de Paris d’abord sous la direction de Maurice Caullery (1868-1958) puis de Pierre-Paul Grassé (1895-1985). Il soutient sa thèse en 1943, Contribution à l’étude morphologique et fonctionnelle de l’appareil buccal et du tube digestif des femelles de Coccides.
Professeur honoraire de l’Institut national agronomique, il y dirige son laboratoire de zoologie. Membre de diverses sociétés savantes dont la Société entomologique de France qu’il préside en 1955 et en 1987, de la Société zoologique de France qu’il préside en 1962, de la Société écologique de France et devient membre de l’Académie d'agriculture de France en 1981.
Pesson étudie en particulier les taons, les cochenilles, les modes d’action des insecticides comme au développement de la résistance à ces mêmes produits, à l’action des radiations ionisantes sur les insectes.
Il dirige de nombreuses thèses d’étudiants français en entomologie ou en écologie (comme celle de François Ramade (1934-)) mais aussi étrangers (comme celle de Julieta Ramos-Elorduy). Pesson fait paraître, seul ou avec son ancien maître et ami Poisson, dans la vaste publication, dirigée par Grassé, le Traité de zoologie, des parties consacrées aux cochenilles, aux thysanoptères et aux hétéroptères.
Outre ses nombreuses publications, il fait paraître plusieurs livres de vulgarisation dont Le Monde des insectes (aux Éditions Horizons de France, 1956) qui obtient un grand succès et qui est traduit en anglais (avec une parution en Grande-Bretagne et une autre aux États-Unis d'Amérique), en italien, en espagnol, en néerlandais et en suédois. Il fait paraître également La Vie amoureuse des animaux : les invertébrés (Hachette, 1965). Il traduit en français un ouvrage de Sir Vincent Brian Wigglesworth (1899-1994) sous le titre de La Vie des insectes (Éditions Rencontres, Lausanne, 1970). Il dirige également une collection aux Éditions Gauthier Villars ayant pour titre Formation permanente en écologie et en biologie et y édite des conférences données à l’Institut national agronomique.